# Lytechinus anamesus
Lytechinus anamesus är en sjöborreart som beskrevs av Hubert Lyman Clark 1912. Lytechinus anamesus ingår i släktet Lytechinus och familjen Toxopneustidae. Inga underarter finns listade i Catalogue of Life.